# Fritz Sturm (Publizist)
Fritz Sturm (* 1884 in Russisches Kaiserreich; † 1937 in Moskau), eigentlich Samuel M. Sachs, Pseudonym Gladnew, war ein deutscher Publizist und Politiker.

## Leben
Fritz Sturm lebte zeitweise in Deutschland und schloss sich dort 1904 der SPD an. Im Zuge der Russischen Revolution von 1905 kehrte er nach Russland zurück und wurde Mitglied der SDAPR, zuerst in der Fraktion der Menschewiki um sich 1906 den Bolschewiki anzuschließen. Er war in der St. Petersburger Sektion tätig.
Ab 1911 arbeitete er an der Zeitschrift Swesda (Stern) mit, seit 1912 zusätzlich an der Prawda (Wahrheit) und im Verlag Priboi (Brandung).
Nach der Oktoberrevolution 1917 war er für die Partei in der Ukraine und in Weißrussland tätig. Sturm war Redakteur verschiedener deutschsprachiger Zeitungen der Bolschewiki, die sich an deutsche Soldaten wandten.
Anschließend reiste er als Vertreter der Bolschewiki nach Deutschland und war in Hamburg tätig. Er unterhielt enge Verbindungen zu Karl Radek und Heinrich Laufenberg. Am 31. Dezember 1918 war er zusammen mit Paul Frölich Delegierter Hamburgs auf dem Gründungsparteitag der Kommunistischen Partei Deutschlands und Mitglied der Programmkommission der KPD (S). Bis Anfang 1920 übersetzte und publizierte er Schriften der Bolschewiki in Hamburg; u. a. Karl Radek: Anarchismus und Räteregierung. Übersetzt und mit einem Vorwort von Fritz Sturm (Verlag Willaschek & Co., Hamburg 1919), Nikolai Bucharin: Anarchismus und wissenschaftlicher Kommunismus mit einem Vorwort von Fritz Sturm (Verlag Willaschek & Co., Hamburg 1919) sowie seine eigene Schrift Das bolschewistische Russland (Verlag Willaschek & Co., Hamburg 1919).
Im März 1920 wurde Fritz Sturm verhaftet und aus Deutschland ausgewiesen.
Anschließend war er Mitglied des „Volkskommissariats für Finanzen“ und entfaltete eine publizistische Tätigkeit in Leningrad als Chefredakteur der „Leningradskaja Prawda“. Auf Betreiben von Stalin, Kalinin, Molotow, Dzierzynski u. a. wurde er auf dem XIV. Parteitag der KPdSU(B) im Dezember 1925 seines Amtes enthoben.
Danach war Sturm Referent des „Rates der Volkskommissare für Kultur“ in Moskau. Ab 1928 war er Leiter der Auslandsabteilung der Nachrichtenagentur TASS. In den Jahren 1930/31 war er Mitarbeiter der „Kleinen Sowjetenzyklopädie“. 1932 begann er für die Komintern und in verschiedenen Wirtschaftsausschüssen der KPdSU(B) zu arbeiten. Im Jahre 1935 wurde er als angeblich Beteiligter am vermeintlichen Trotzkistisch-Sinowjewschen Zentrum aus der KPdSU(B) ausgeschlossen. Letztmals wurde Fritz Sturm unter dem Namen Sachs-Gladnew im zweiten der „Moskauer Prozesse“ gegen Pjatakow, Sokolnikow, Radek und andere im Januar 1937 erwähnt. Wahrscheinlich wurde Fritz Sturm 1937 vom NKWD erschossen.